# Casa Museo Ditaires
La Casa Museo Ditaires o Casa Museo Diego Echavarría Misas es un recinto ubicado en el barrio Ditaires en la ciudad de Itagüí (Colombia).  
El museo se creó ya que en esta casa vivió el filántropo colombiano Diego Echavarría Misas. Desde el año 1965 la casa se ha restaurado por el Gobierno de Itagüí y se ha mantenido intacta, con todo su entorno y posesiones de este importante personaje de la historia Colombiana. 
Esta casa museo posee tres salas de comisiones y un auditorio; además de un entorno de jardines y árboles que brindan mucha tranquilidad a los visitantes. Por su condición de casa museo también cumple funciones académicas y sociales como: reuniones de estudiantes o reuniones de trabajo; y en general cumple funciones como un sitio especial para la reunión de la gente. 

## Exhibición
Actualmente el museo alberga tres salas para exposiciones temporales, un auditorio permanente, una sala con posibilidades didácticas para los niños y un espacio para adultos mayores.

## Casa Tradicional
Se dice que en el año 1965 la casa aún pertenecía a Diego Echavarría Misas, por esto la fecha exacta de cuando pasó a ser casa museo es una incógnita.  Lo cierto es que esta casa, sus posesiones y sus alrededores, al  ser habitados por Diego Echavarría Misas se convirtieron en un espacio para recordar y reconocer su labor.